# Lycosa separata
Lycosa separata är en spindelart som först beskrevs av Roewer 1960.  Lycosa separata ingår i släktet Lycosa och familjen vargspindlar.
Artens utbredningsområde är Moçambique. Inga underarter finns listade i Catalogue of Life.